# Liste der Stolpersteine in Hamburg-Borgfelde
Die Liste der Stolpersteine in Hamburg-Borgfelde enthält alle Stolpersteine, die im Rahmen des gleichnamigen Kunst-Projekts von Gunter Demnig in Hamburg-Borgfelde verlegt wurden. Mit ihnen soll Opfern des Nationalsozialismus gedacht werden, die in Hamburg-Borgfelde lebten und wirkten.
Diese Seite ist Teil der Liste der Stolpersteine in Hamburg, da diese mit insgesamt 7139 (Stand: März 2025) Steinen zu groß würde und deshalb je Stadtteil, in dem Steine verlegt wurden, eine eigene Seite angelegt wurde.
| Adresse                  | Person(en)                          | Inschrift | Bilder                            | Anmerkung |
| ------------------------ | ----------------------------------- | --- | --------------------------------- | --- |
| Alfredstraße 38 ·        | Karl Samuel Stern                   | Hier wohnte Karl Samuel Stern Jg. 1898 deportiert 1942 Ghetto Warschau ermordet                                                                               |                                   | Eintrag auf stolpersteine-hamburg.de |
| Anckelmannstraße ·       | Auguste Schröder                    | Hier wohnte Auguste Schröder Jg. 1881 eingewiesen 14.8.1943 'Heilanstalt' Steinhof/Wien ermordet 7.4.1944                                                     |                                   | Eintrag auf stolpersteine-hamburg.de Stolperstein liegt an der Einmündung Borgfelder Allee auf dem östlichen Gehweg                                                                             |
| Anckelmannstraße 10 ·    | Heinz Kroll                         | Hier wohnte Heinz Kroll Jg. 1912 eingewiesen 10.8.1943 'Heilanstalt' Mainkofen ermordet 4.1.1944                                                              |                                   | Eintrag auf stolpersteine-hamburg.de Stolperstein liegt im Gehwegpflaster vor dem Zugang zum Berufsschulgelände                                                                                 |
| Anckelmannstraße 10 ·    | Johanna Steiner                     | Hier wohnte Johanna Steiner Jg. 1884 deportiert 1941 Łodz ermordet                                                                                            |                                   | Eintrag auf stolpersteine-hamburg.de Stolperstein liegt im Gehwegpflaster vor dem Zugang zum Berufsschulgelände                                                                                 |
| Ausschläger Weg 9 ·      | Flora Buttermann geb. Seelig        | Hier wohnte Flora Buttermann geb. Seelig Jg. 1896 deportiert 1941 Minsk ermordet                                                                              |                                   | Eintrag auf stolpersteine-hamburg.de Stolperstein liegt vor der Hofeinfahrt von Haus Nr. 7 Ein weiterer Stolperstein befindet sich in Hamburg-Rotherbaum.                                       |
| Ausschläger Weg 9 ·      | Leon Buttermann                     | Hier wohnte Leon Buttermann Jg. 1899 verhaftet 1938 KZ Fuhlsbüttel deportiert 1941 Minsk ermordet                                                             |                                   | Eintrag auf stolpersteine-hamburg.de Stolperstein liegt vor der Hofeinfahrt von Haus Nr. 7 Ein weiterer Stolperstein – mit dem Vornamen „Leonhardt“ – befindet sich in Hamburg-Rotherbaum.      |
| Beim Gesundbrunnen 14 ·  | Ernst Wulff                         | Hier wohnte Dr. Ernst Wulff Jg. 1872 gedemütigt/entrechtet Flucht in den Tod 1.12.1938                                                                        |                                   | Eintrag auf stolpersteine-hamburg.de |
| Bethesdastraße 2 ·       | Esther Münster                      | Hier wohnte Esther Münster Jg. 1920 deportiert 1941 Łodz ermordet                                                                                             |                                   | Eintrag auf stolpersteine-hamburg.de |
| Bethesdastraße 2 ·       | Sali Münster geb. Stein             | Hier wohnte Sali Münster geb. Stein Jg. 1891 deportiert 1941 Łodz ermordet                                                                                    |                                   | Eintrag auf stolpersteine-hamburg.de |
| Bethesdastraße 2 ·       | Hermann Hirsch Stein                | Hier wohnte Hermann Hirsch Stein Jg. 1919 deportiert 1941 Łodz ermordet                                                                                       |                                   | Eintrag auf stolpersteine-hamburg.de |
| Bethesdastraße 16 ·      | Julius Lebenthal                    | Hier wohnte Julius Lebenthal Jg. 1881 deportiert 23.6.1943 Theresienstadt 1944 Auschwitz ermordet                                                             |                                   | Eintrag auf stolpersteine-hamburg.de |
| Bethesdastraße 16 ·      | Kurt Lebenthal                      | Hier wohnte Kurt Lebenthal Jg. 1920 abgeschoben 1938 Zbaszyn/Polen ?                                                                                          |                                   | Eintrag auf stolpersteine-hamburg.de |
| Bethesdastraße 38 ·      | Hans-Werner Dübgen                  | Hier wohnte Hans-Werner Dübgen Jg. 1909 eingewiesen 10.8.1943 'Heilanstalt' Mainkofen tot an Folgen 4.7.1945                                                  |                                   | Eintrag auf stolpersteine-hamburg.de |
| Borgfelder Straße 20 ·   | Clara Ohnstein geb. Brasch          | Hier wohnte Clara Ohnstein geb. Brasch Jg. 1867 deportiert 1942 Theresienstadt ermordet 18.11.1942                                                            |                                   | Eintrag auf stolpersteine-hamburg.de Stolperstein liegt auf dem Gehweg links neben der Einfahrt                                                                                                 |
| Borgfelder Straße 24 ·   | Max Angres                          | Hier wohnte Max Angres Jg. 1876 deportiert 1941 Minsk ermordet                                                                                                |                                   | Eintrag auf stolpersteine-hamburg.de |
| Borgfelder Straße 24 ·   | Rosa Angres geb. Schickler          | Hier wohnte Rosa Angres geb. Schickler Jg. 1874 deportiert 1941 Minsk ermordet                                                                                |                                   | Eintrag auf stolpersteine-hamburg.de |
| Borgfelder Straße 24 ·   | Mathilde Dyhrenfurth geb. Schickler | Hier wohnte Mathilde Dyhrenfurth geb. Schickler Jg. 1874 deportiert 1942 Theresienstadt 1944 Auschwitz ermordet                                               |                                   | Eintrag auf stolpersteine-hamburg.de |
| Borgfelder Straße 24 ·   | David Glücksohn                     | Hier wohnte David Glücksohn Jg. 1876 deportiert 1942 Auschwitz ermordet                                                                                       |                                   | Eintrag auf stolpersteine-hamburg.de |
| Borgfelder Straße 24 ·   | Georg Rosenberg                     | Hier wohnte Georg Rosenberg Jg. 1886 verhaftet 1938 Sachsenhausen deportiert 1942 ermordet in Auschwitz                                                       |                                   | Eintrag auf stolpersteine-hamburg.de |
| Borgfelder Straße 24 ·   | Herbert Schuster                    | Hier wohnte Herbert Schuster Jg. 1924 deportiert 1941 Riga ermordet                                                                                           |                                   | Eintrag auf stolpersteine-hamburg.de |
| Borgfelder Straße 24 ·   | Hertha Schuster geb. Stern          | Hier wohnte Hertha Schuster geb. Stern Jg. 1898 deportiert 1941 Riga ermordet                                                                                 |                                   | Eintrag auf stolpersteine-hamburg.de |
| Borgfelder Straße 24 ·   | Siegfried Schuster                  | Hier wohnte Siegfried Schuster Jg. 1892 deportiert 1941 Riga ermordet                                                                                         |                                   | Eintrag auf stolpersteine-hamburg.de |
| Borgfelder Straße 51 ·   | Heinrich Hellmund                   | Hier wohnte Heinrich Hellmund Jg. 1897 entrechtet/gedemütigt Flucht 1933 Schweiz Flucht in den Tod 1937 Salmaise/Frankreich                                   |                                   | Eintrag auf stolpersteine-hamburg.de Stolperstein liegt vor Haus Nr. 52 |
| Borgfelder Straße 66 ·   | Bruno Grünewald                     | Hier wohnte Bruno Grünewald Jg. 1905 ‚Schutzhaft‘ 1938 Sachsenhausen Flucht 1939 Frankreich interniert Drancy deportiert 1942 ermordet in Auschwitz           |                                   | Eintrag auf stolpersteine-hamburg.de |
| Brekelbaums Park 9 ·     | Hertha Rosenberg                    | Hier wohnte Hertha Rosenberg Jg. 1894 gedemütigt/entrechtet Flucht in den Tod 26.11.1941                                                                      |                                   | Eintrag auf stolpersteine-hamburg.de |
| Brekelbaums Park 10 ·    | Ernst Mittelbach                    | Ernst Mittelbach Jg. 1903 verhaftet 1942 KZ Fuhlsbüttel hingerichtet 26.6.1944                                                                                | Stolperstein für Ernst Mittelbach | Eintrag auf stolpersteine-hamburg.de Stolperstein liegt auf dem Schulgelände in der Mitte des überdachten Platzes Weitere Stolpersteine befinden sich in Hamburg-Ohlsdorf und Hamburg-Neustadt. |
| Bürgerweide 51 ·         | Erna Martinelly geb. Gottschalk     | Hier wohnte Erna Martinelly geb. Gottschalk Jg. 1902 gedemütigt/entrechtet Flucht in den Tod 17.2.1945                                                        |                                   | Eintrag auf stolpersteine-hamburg.de Stolperstein liegt in der Tiefgaragenzufahrt vor Haus Nr. 53                                                                                               |
| Bürgerweide 54 ·         | Hermann Müller                      | Hier wohnte Hermann Müller Jg. 1888 eingewiesen 'Heilanstalt' Hadamar ermordet 29.10.1943                                                                     |                                   | Eintrag auf stolpersteine-hamburg.de Stolperstein liegt auf dem Gehweg vor der Zuwegung zu Haus Nr. 54                                                                                          |
| Burggarten 7 ·           | Elsa Schmidt                        | Hier wohnte Elsa Schmidt Jg. 1911 deportiert 1943 Auschwitz 1944 weiterdeportiert ermordet                                                                    |                                   | Eintrag auf stolpersteine-hamburg.de |
| Hinrichsenstraße 19 ·    | Walter Grieshaber                   | Hier wohnte Walter Grieshaber Jg. 1888 verhaftet 1942 'Kritische Äußerungen' Gefängnis Fuhlsbüttel 1944 Versorgungsheim Farmsen Neuengamme ermordet 24.2.1945 |                                   | Eintrag auf stolpersteine-hamburg.de |
| Hinrichsenstraße 29 ·    | Bella Speyer geb. Heckscher         | Hier wohnte Bella Speyer geb. Heckscher Jg. 1867 deportiert 1942 Theresienstadt ermordet 30.12.1942                                                           |                                   | Eintrag auf stolpersteine-hamburg.de Stolperstein liegt vorne in der Zuwegung zu den Häusern 25–29                                                                                              |
| Jungestraße 14 ·         | Hulda Blumenthal geb. Samuelsohn    | Hier wohnte Hulda Blumenthal geb. Samuelsohn Jg. 1874 deportiert 1942 Theresienstadt ermordet 6.5.1943                                                        |                                   | Eintrag auf stolpersteine-hamburg.de |
| Klaus-Groth-Straße 16 ·  | Richard Krüger                      | Hier wohnte Richard Krüger Jg. 1891 gedemütigt/entrechtet Flucht in den Tod 4.6.1935                                                                          |                                   | Eintrag auf stolpersteine-hamburg.de |
| Klaus-Groth-Straße 16 ·  | Paul Lüben                          | Hier wohnte Paul Lüben Jg. 1904 verhaftet 1939 Flucht in den Tod 5.4.1940                                                                                     |                                   | Eintrag auf stolpersteine-hamburg.de |
| Klaus-Groth-Straße 18 ·  | Hulda Süßkind geb. Schlachcic       | Hier wohnte Hulda Süßkind geb. Schlachcic Jg. 1865 deportiert 1942 Theresienstadt ermordet 26.8.1942                                                          |                                   | Eintrag auf stolpersteine-hamburg.de |
| Klaus-Groth-Straße 18 ·  | Isaac Süßkind                       | Hier wohnte Isaac Süßkind Jg. 1860 deportiert 1942 Theresienstadt ermordet 9.8.1942                                                                           |                                   | Eintrag auf stolpersteine-hamburg.de |
| Klaus-Groth-Straße 25 ·  | Charles Hennings                    | Hier wohnte Charles Hennings Jg. 1901 verhaftet 1937/38/39 KZ Fuhlsbüttel Straflager Rodgau KZ Neuengamme tot 3.5.1945                                        |                                   | Eintrag auf stolpersteine-hamburg.de rechts vom Werkstatttor |
| Klaus-Groth-Straße 29 ·  | Harry Krebs                         | Hier wohnte Harry Krebs Jg. 1895 verhaftet 1943 KZ Fuhlsbüttel deportiert 1943 Auschwitz Sachsenhausen ermordet 6.12.1944                                     |                                   | Eintrag auf stolpersteine-hamburg.de |
| Klaus-Groth-Straße 60 ·  | Paul Borkowski                      | Hier wohnte Paul Borkowski Jg. 1915 verhaftet 1937/39 KZ Fuhlsbüttel KZ Neuengamme ermordet 23.10.1940                                                        |                                   | Eintrag auf stolpersteine-hamburg.de in der Hofauffahrt |
| Klaus-Groth-Straße 60 ·  | Elisabeth Kassel                    | Hier wohnte Elisabeth Kassel Jg. 1891 deportiert 1942 Auschwitz ermordet                                                                                      |                                   | Eintrag auf stolpersteine-hamburg.de in der Hofauffahrt Ein weiterer Stolperstein befindet sich in Hamburg-Rotherbaum.                                                                          |
| Klaus-Groth-Straße 60 ·  | Margarethe Kassel                   | Hier wohnte Margarethe Kassel Jg. 1893 deportiert 1942 Auschwitz ermordet                                                                                     |                                   | Eintrag auf stolpersteine-hamburg.de in der Hofauffahrt |
| Klaus-Groth-Straße 60 ·  | Walter Kassel                       | Hier wohnte Walter Kassel Jg. 1892 verhaftet 1938 KZ Fuhlsbüttel deportiert 1941 Minsk ermordet                                                               |                                   | Eintrag auf stolpersteine-hamburg.de in der Hofauffahrt |
| Klaus-Groth-Straße 60 ·  | Rosa Priebatsch geb. Kassel         | Hier wohnte Rosa Priebatsch geb. Kassel Jg. 1888 deportiert 1942 Theresienstadt 1944 Auschwitz ermordet                                                       |                                   | Eintrag auf stolpersteine-hamburg.de in der Hofauffahrt |
| Klaus-Groth-Straße 60 ·  | Rudolfine Zweig geb. Kreslawski     | Hier wohnte Rudolfine Zweig geb. Kreslawski Jg. 1864 deportiert 1942 Theresienstadt 1942 Treblinka ermordet                                                   |                                   | Eintrag auf stolpersteine-hamburg.de in der Hofauffahrt |
| Klaus-Groth-Straße 60 ·  | Siegismund Zweig                    | Hier wohnte Siegismund Zweig Jg. 1859 deportiert 1942 Theresienstadt ermordet 5.8.1942                                                                        |                                   | Eintrag auf stolpersteine-hamburg.de in der Hofauffahrt |
| Klaus-Groth-Straße 99 ·  | Fritz Heinsen                       | Hier wohnte Fritz Heinsen Jg. 1896 verhaftet Feb. 1943 KZ Fuhlsbüttel ermordet 30.10.1943 KZ Auschwitz                                                        |                                   | Eintrag auf stolpersteine-hamburg.de |
| Klaus-Groth-Straße 104 · | Katharina Loofmann geb. Schönfeld   | Hier wohnte Katharina Loofmann geb. Schönfeld Jg. 1890 deportiert 1943 Theresienstadt ermordet 10.9.1943                                                      |                                   | Eintrag auf stolpersteine-hamburg.de |
| Malzweg 3 ·              | Abram Widawski                      | Hier wohnte Abram Widawski Jg. 1900 deportiert 1938 Zbaszyn verhaftet 1940 Gefängnis Harburg 1941 Sachsenhausen ermordet 1942                                 |                                   | Eintrag auf stolpersteine-hamburg.de |
| Malzweg 21 ·             | Berthold Bucki                      | Hier wohnte Berthold Bucki Jg. 1897 deportiert 1941 Minsk ermordet                                                                                            |                                   | Eintrag auf stolpersteine-hamburg.de |
| Malzweg 24 ·             | Helene Horwitz geb. Ehrmann         | Hier wohnte Helene Horwitz geb. Ehrmann Jg. 1867 deportiert 1942 Theresienstadt ermordet 1.4.1943                                                             |                                   | Eintrag auf stolpersteine-hamburg.de vor dem Eingang Ein weiterer Stolperstein befindet sich in Hamburg-Eimsbüttel.                                                                             |
| Normannenweg 7 ·         | Max Elias                           | Hier wohnte Max Elias Jg. 1886 verhaftet 1936 und 38 1942 Neuengamme ermordet                                                                                 |                                   | Eintrag auf stolpersteine-hamburg.de Stolperstein liegt rechts der Einfahrt |
| Normannenweg 23 ·        | Wilhelm Tiedemann                   | Hier wohnte Wilhelm Tiedemann Jg. 1910 verhaftet 'Fahnenflucht' erschossen 22.9.1944 Kaserne Rahlstedt-Höltigbaum                                             |                                   | Eintrag auf stolpersteine-hamburg.de Stolperstein liegt an der westlichen Ecke Normannenweg/Wikingerweg                                                                                         |
| Von-Graffen-Straße 10 ·  | Nils Nissen                         | Hier wohnte Nils Nissen Jg. 1909 verhaftet 1935 KZ Fuhlsbüttel Sachsenhausen ermordet 18.11.1941                                                              |                                   | Eintrag auf stolpersteine-hamburg.de Stolperstein liegt links im Fußweg, der neben der Einfahrt zum Sportplatz hinter den Parkplatz führt                                                       |